# Samuel Wanjiru
Samuel Kamau Wanjiru (ur. 10 listopada 1986 w Nyahururu, zm. 15 maja 2011 tamże) – kenijski lekkoatleta, który specjalizował się w biegach długodystansowych.
Złoty medalista igrzysk olimpijskich w Pekinie (2008) w biegu maratońskim. Mimo bardzo młodego wieku osiągał jedne z najlepszych rezultatów w historii biegów długich.

## Kariera
Od 2002 roku mieszkał i trenował w Fukuoce (Japonia) w Toyota Yushu Company. Międzynarodową karierę sportową zaczynał od biegów na 5000 metrów oraz 10 000 metrów. 28 września 2002 w Kōnosu ustanowił nieoficjalny rekord świata piętnastolatków na tym drugim dystansie uzyskując wynik 28:36,08. Trzy lata później – 26 sierpnia 2005 – podczas mityngu Memorial Van Damme czasem 26:41,75 poprawił rekord globu juniorów w biegu na 10 000 metrów. W 2005 roku zaczął startować w biegach ulicznych – w tym samym sezonie najpierw poprawił juniorski rekord Kenii w półmaratonie, a następnie 11 września w Rotterdamie rekord świata juniorów. 17 marca 2007 w Hadze ustanowił nowy rekord świata w półmaratonie pokonując ten dystans w 58:33. Osiągnięcia z początku sezonu nie powtórzył jesienią zajmując odległą lokatę w mistrzostwach świata w biegach ulicznych. W biegu maratońskim zadebiutował w Fukuoce w grudniu 2007 zajmując pierwsze miejsce. Jego największym osiągnięciem było mistrzostwo olimpijskie w Pekinie – był to dopiero trzeci start Kenijczyka w maratonie, a wynikiem 2:06:32 ustanowił nowy rekord olimpijski. Wanjiru został najmłodszym od 1932 złotym medalistą igrzysk w maratonie.
W grudniu 2010 został oskarżony o grożenie śmiercią swojej żonie i nielegalne posiadanie broni. Zmarł 15 maja 2011 w wyniku obrażeń, jakie odniósł spadając z balkonu swojego mieszkania po kłótni z żoną na tle jego zdrady małżeńskiej w kenijskim mieście Nyahururu.

## Osiągnięcia

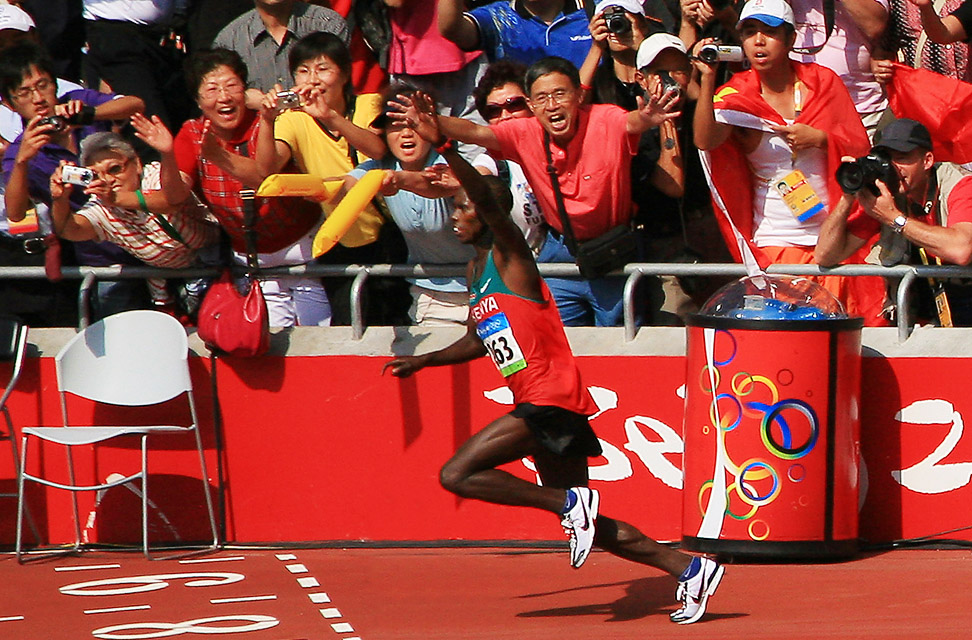
Biegacz na mecie maratonu podczas igrzysk olimpijskich w Pekinie

| Rok  | Impreza                             | Miejsce | Konkurencja     | Lokata      | Wynik   | Źródło |
| ---- | ----------------------------------- | ------- | --------------- | ----------- | ------- | ------ |
| 2007 | Mistrzostwa świata w biegu ulicznym | Udine   | bieg na 20 km   | 51. miejsce | 63:31   | [ 2 ]  |
| 2008 | Igrzyska olimpijskie                | Pekin   | bieg maratoński | 1. miejsce  | 2:06:32 | [ 4 ]  |

## Rekordy życiowe
| Dystans          | Rezultat | Data                  | Miejsce   | Uwagi                  |
| ---------------- | -------- | --------------------- | --------- | ---------------------- |
| Bieg na 5000 m   | 13:12,40 | 29 kwietnia 2005(dts) | Hiroszima |                        |
| Bieg na 10 000 m | 26:41,75 | 26 sierpnia 2005(dts) | Bruksela  | rekord świata juniorów |
| Półmaraton       | 58:33    | 17 marca 2007(dts)    | Haga      | były rekord świata     |
| Maraton          | 2:05:10  | 26 kwietnia 2009(dts) | Londyn    |                        |